# Gare de Maldeghem
La gare de Maldeghem ou gare de Maldegem (en néerlandais : Station Maldegem) est une gare ferroviaire belge de la ligne 58, de Gand à Bruges, via Eeklo située près du centre de la commune de Maldeghem, dans la province de Flandre-Orientale en Région flamande. Désaffectée par la SNCB en 1990, elle constitue le cœur des opérations du Stoomcentrum Maldegem (SCM).

## Situation ferroviaire
La gare de Maldeghem est située au point kilométrique (PK) 32,7 de la ligne 58, de Gand à Bruges, via Eeklo entre la gare d'Adegem (non exploitée) et celle, fermée, de Donk. La section de Maldeghem à Eeklo est seulement exploitée par le SCM tandis que la section de Gand à Maldeghem est fermée et démontée.

## Histoire
La Compagnie du chemin de fer d'Eeclo à Bruges met en service le 16 novembre 1862 le prolongement de la ligne de la Compagnie du chemin de fer de Gand à Eecloo entre Eeklo et la gare de Maldeghem. Il faut attendre le 22 juin 1863 pour que la section vers Bruges soit à son tour inaugurée.
Ces deux lignes, nationalisées à la fin du XIXe siècle sont regroupées sous l'appellation de ligne 58, de Gand à Bruges ; le trafic sera en grande partie secondaire. Le 26 février 1959, la SNCB met fin aux trains de voyageurs entre Eeklo et Bruges et ferme complètement quelques kilomètres de ligne entre ces deux villes. Le trafic marchandises transitant par Maldeghem se maintient, notamment un trafic d'engrais vers Donk, mais la gare de Maldeghem devient un terminus en 1970 et finalement, le 16 avril 1988, la SNCB fait circuler le dernier train de marchandises entre Eeklo et Maldeghem.
Grâce à la mobilisation de passionnés du chemin de fer, les rails de cette section ne sont pas démontés et une association, le Stoomcentrum Maldegem (actuel Stoomtrein Maldegem-Eeklo (nl)), rachètent en 1990 le bâtiment de la gare et font du site le terminus et les ateliers d'une ligne touristique parcourue par des autorails et des trains à vapeur, posant même une section d'un kilomètre de voie étroite (60 cm) en direction de Bruges. Le premier hangar édifié après 1990 est complété en 2008 par un grand atelier à l'emplacement des voies à la sortie ouest de la gare pour abriter et remettre en état les collections grandissantes de l'association.

## Patrimoine ferroviaire
Le bâtiment de la gare, présentant des similarités avec ceux d'Eeklo et de Gand-Eeklo (près de l’actuelle gare de Gand-Dampoort), est classé depuis 2004 ; il accueille le café et le siège de l'association. Sa façade en briques est peinte en blanc. On observe des points communs avec plusieurs stations de la Compagnie du chemin de fer d'Ostende à Armentières (Staden, Warneton) ainsi qu'avec les plus petites gares du chemin de fer d'Eecloo à Bruges (mêmes décorations de façade à l'étage de Balgerhoeke ainsi que sur plusieurs gares du Chemin de fer de Lichtervelde à Furnes).
Les deux autres ont été démolis et s'en distinguaient par une façade recouverte d'enduit avec des moulures et refends en façade. Est également préservée la nouvelle halle à marchandises, bâtie en 1934 selon des plans de l'architecte de la SNCB Paul Nouille ; la société AKO : architecten & ingenieurs l'a rénovée pour y installer ses bureaux. Sont également listés au patrimoine architectural flamand le viaduc routier, datant de 1936, et la maison de garde-barrière, construite 60 ans plus tôt, à la sortie ouest de la gare.

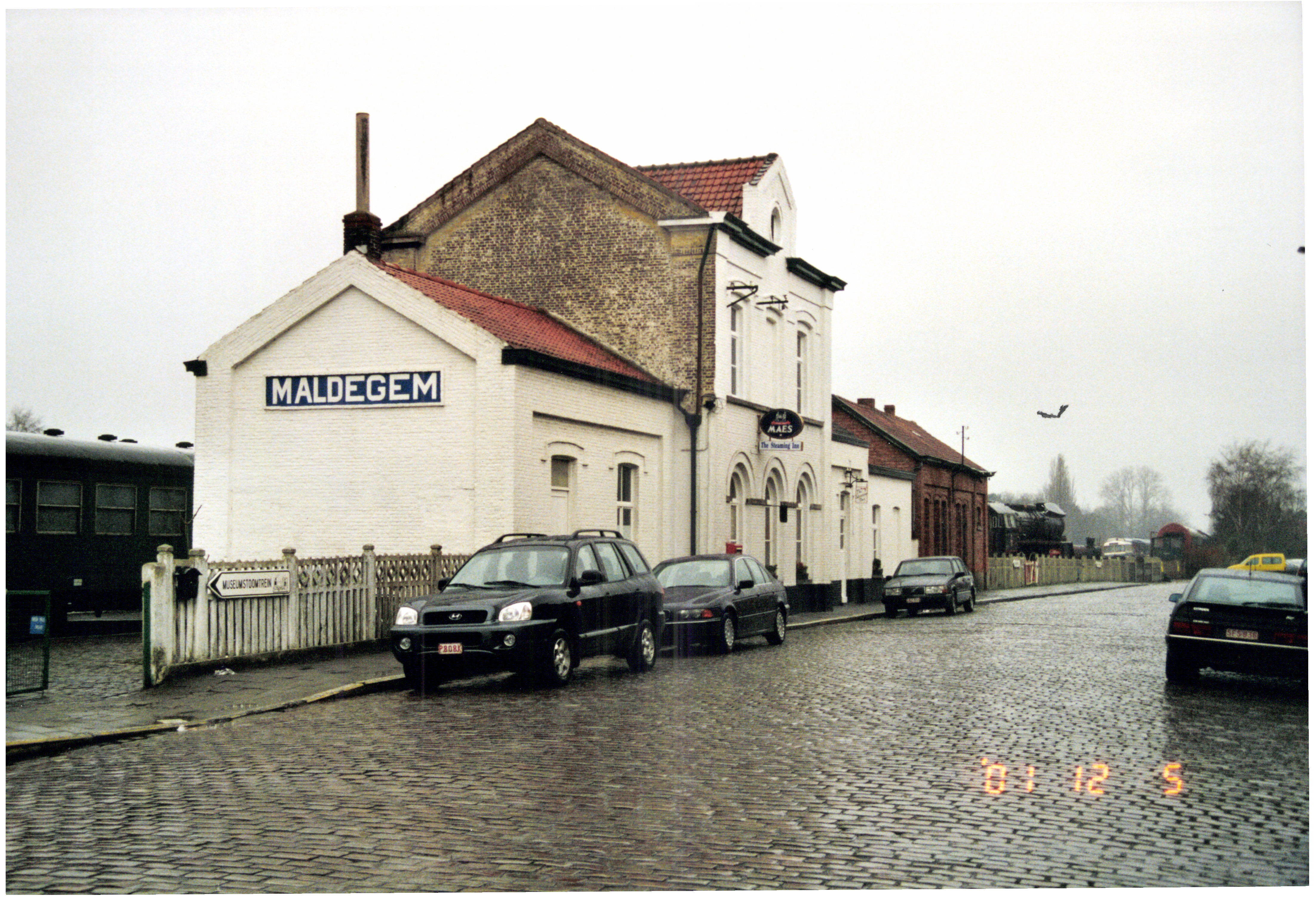
Côté rue.
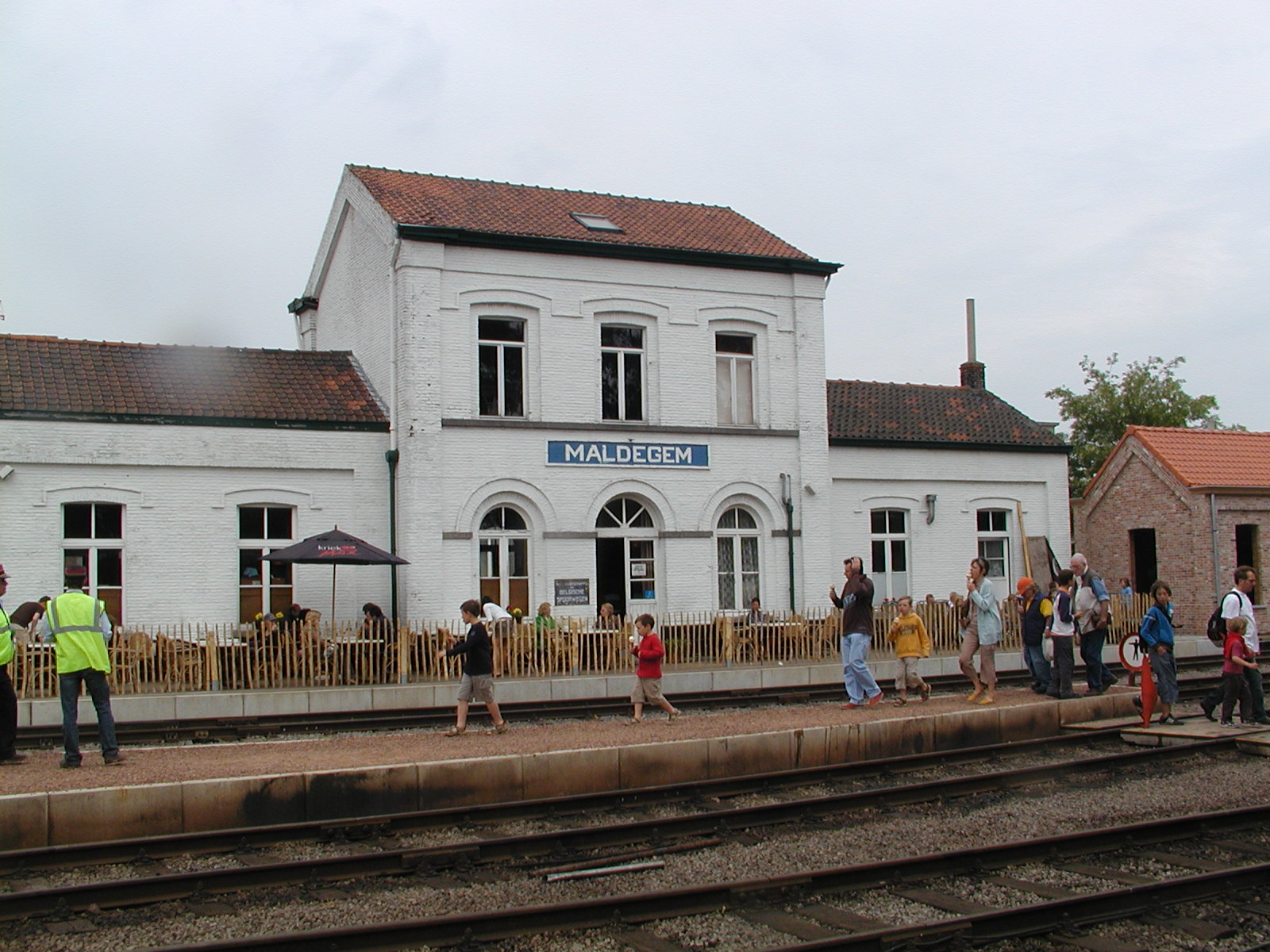
Le quai no 1 a été reconverti en terrasse du café.
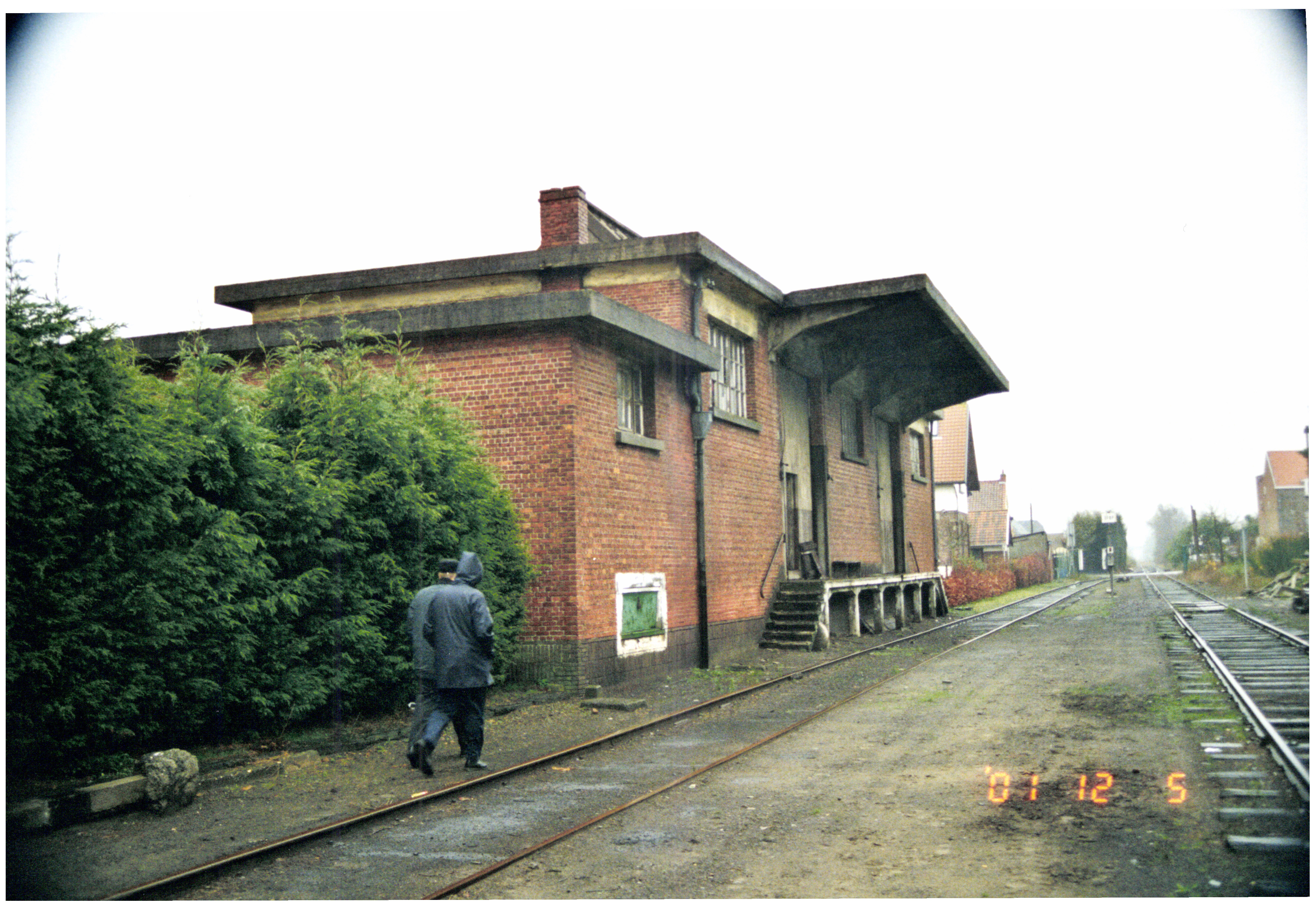
Halle aux marchandises.
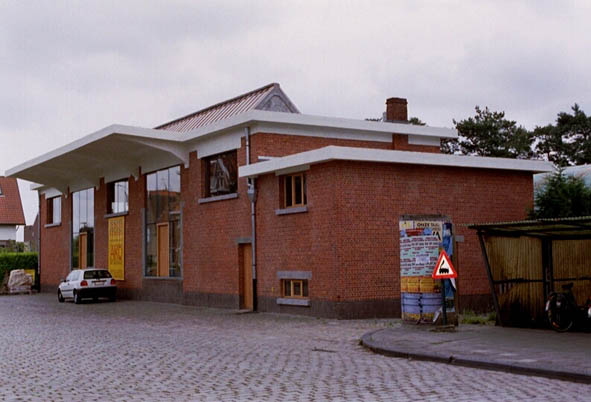
Reconvertie en bureaux.
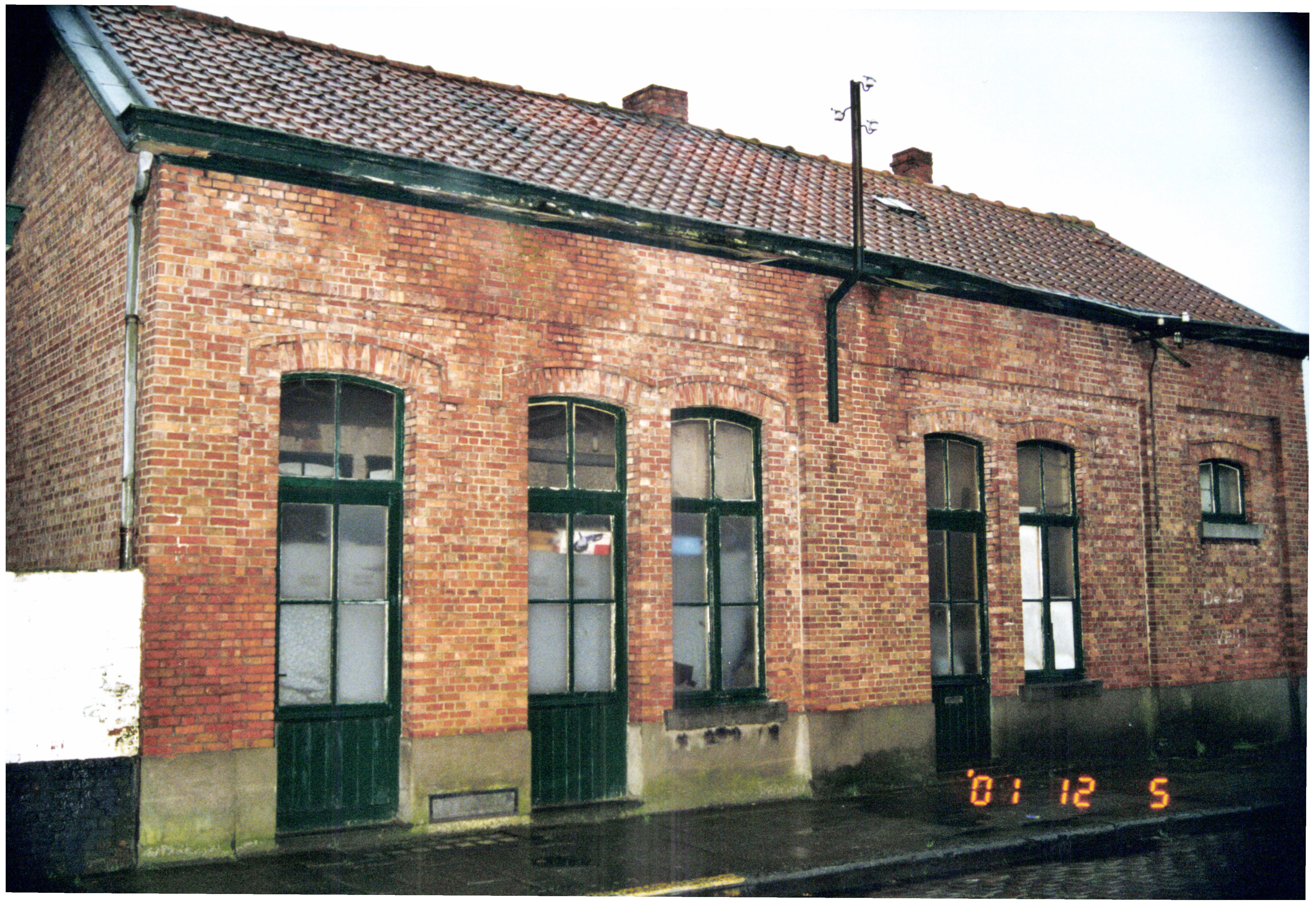
Annexe de la gare datant du XXe siècle.
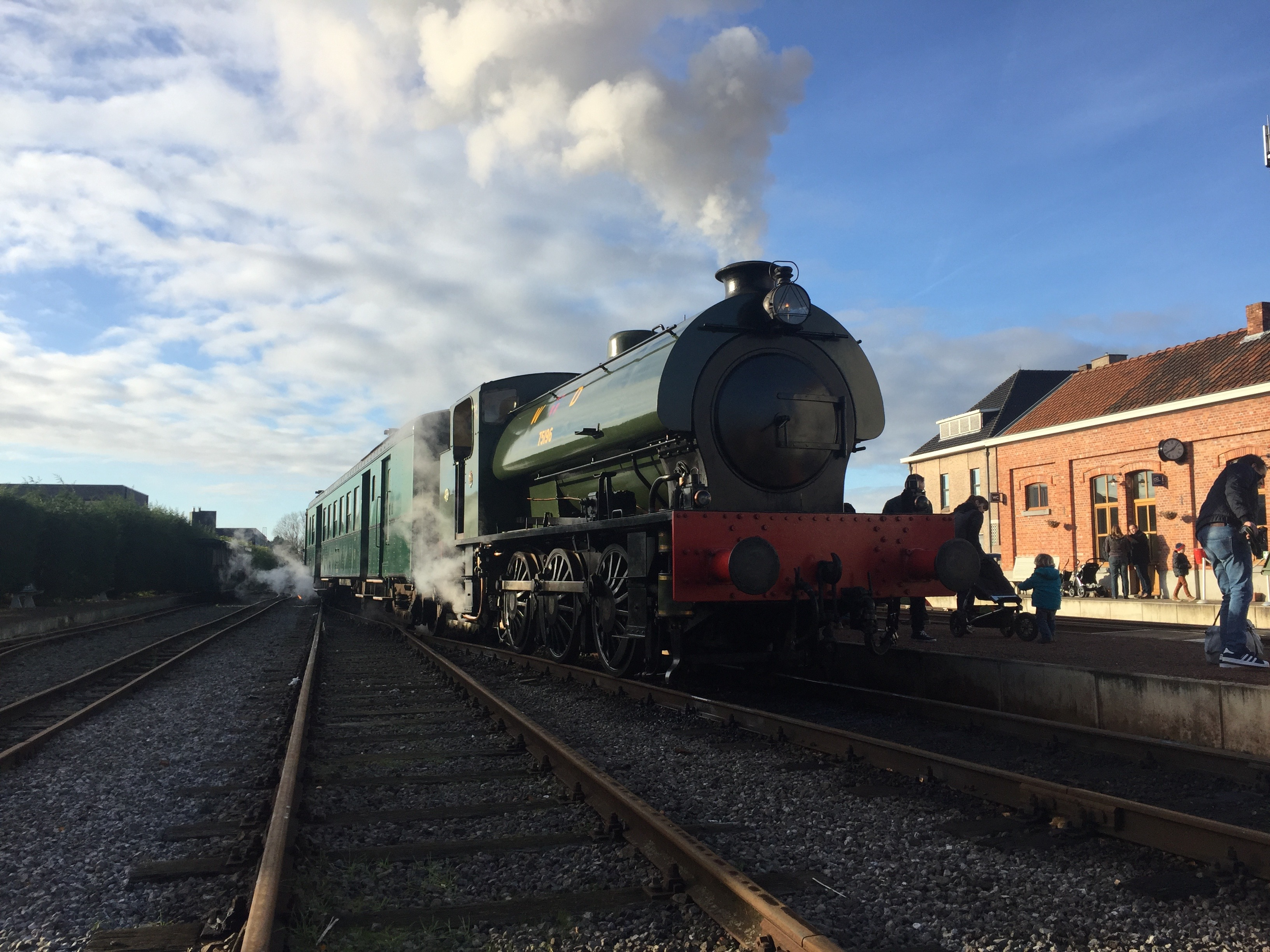
Locomotive à vapeur anglaise.
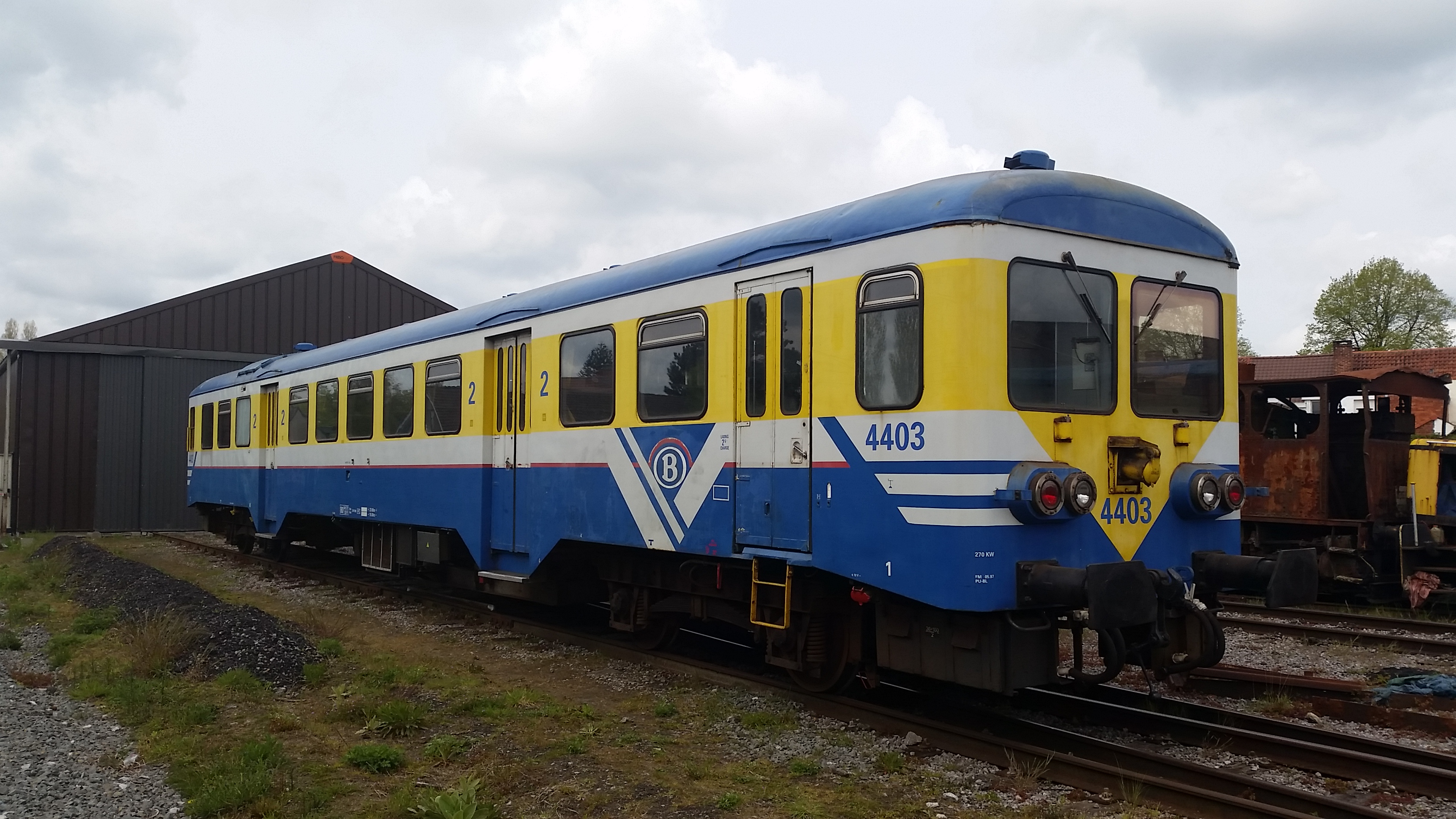
Autorail ex-SNCB devant la grande halle.
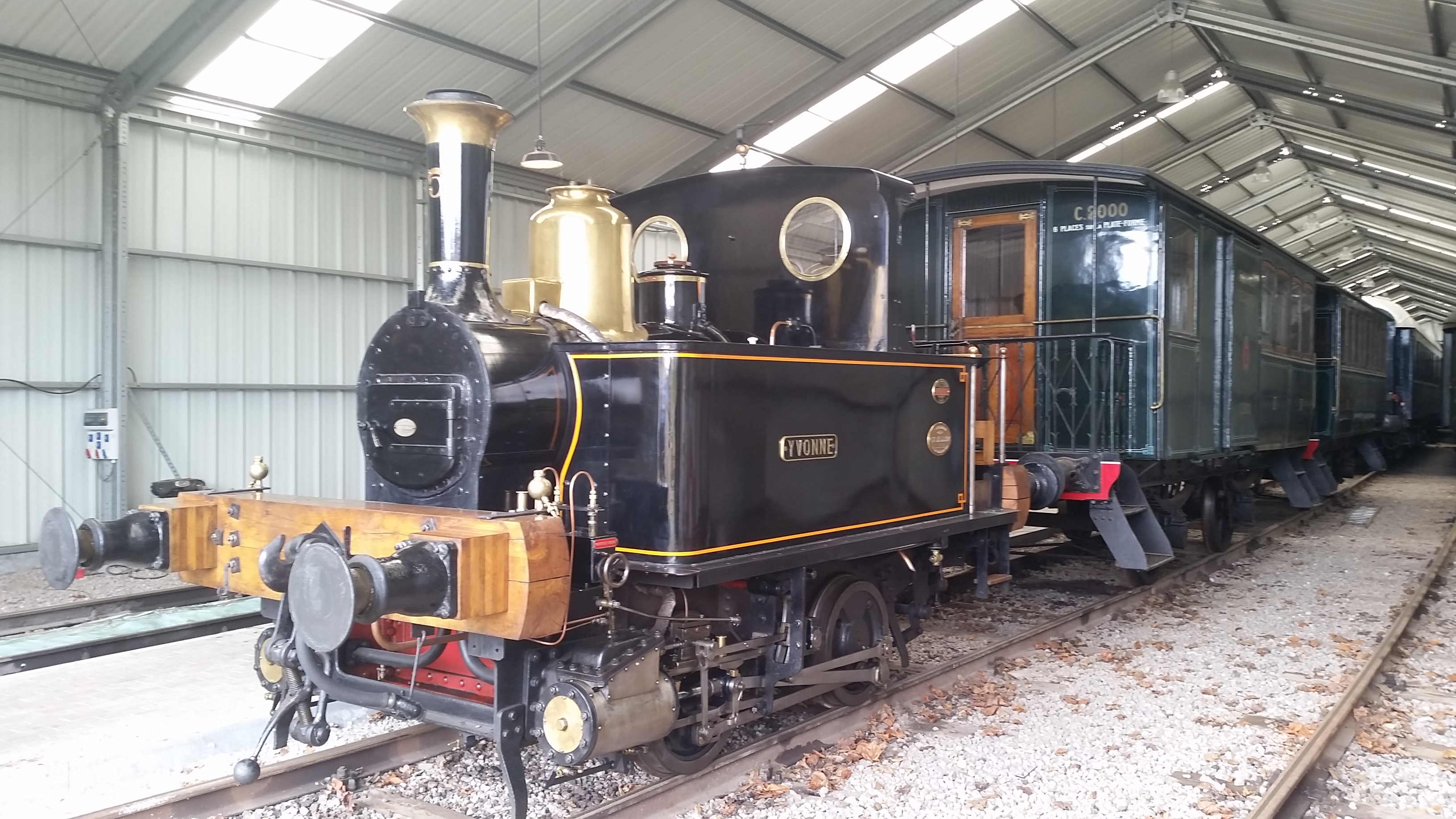
Atelier et musée.
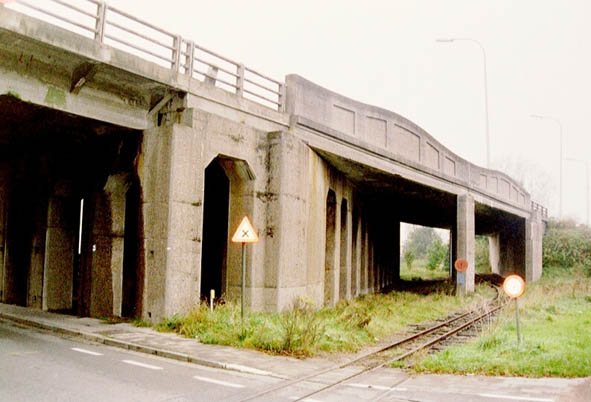
Viaduc art-déco à la sortie de la gare et voie étroite.
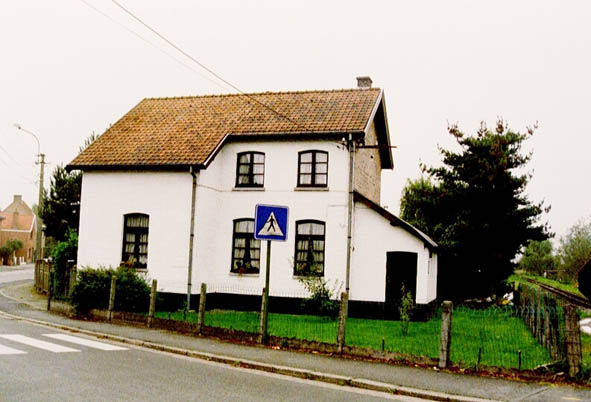
Maison de garde-barrière datant de 1866.

## Intermodalité
Un arrêt de bus De Lijn fait face à la gare ; un parking couvert pour les vélos est installé entre la gare et la halle aux marchandises.